# Paul Foucart
Paul François Foucart, född 15 mars 1836 i Paris, död 19 maj 1926 där, var en fransk arkeolog.
Foucart blev professor vid Collège de France 1877 och var direktör för franska arkeologskolan i Aten 1878–1890. Han utgav omkring femton verk i grekisk epigrafik, politik och religionshistoria samt en mängd artiklar i vetenskapliga tidskrifter.  